# Список заслуженных мастеров спорта России по мас-рестлингу
Мас-рестлинг был включён во Всероссийский реестр видов спорта как национальный вид спорта в 2003 году, в 2005 году была создана Всероссийская федерация мас-рестлинга, с 2014 года стали проводиться чемпионаты мира.
Звание «заслуженный мастер спорта России» введено в 1992 году; по мас-рестлингу оно впервые было присвоено в декабре 2022 года.

## Список
В списке у каждого ЗМС указываются:

 год рождения (или годы жизни);

 место жительства (субъект федерации) на момент присвоения звания;

 основные достижения на международной арене на момент присвоения звания. 

### 2022
19 декабря
- Галкин, Иван Андреевич (1998[4]; Калужская обл.) — чемпион мира 2018, 2022 в тяжёлом весе, абсолютный чемпион мира 2021[5].

### 2023
4 апреля
- Попов, Дмитрий Дмитриевич (1992; Республика Саха (Якутия)) — чемпион мира 2014, 2018, 2022[7].
- Черноградский, Павел Викторович (1989; Республика Саха (Якутия)) — чемпион мира 2014, 2016, 2018, 2022[8].